# 루이지 데 카니오
루이지 데 카니오(이탈리아어: Luigi De Canio, 1957년 9월 26일, 마테라 ~)는 은퇴한 이탈리아의 축구 선수이자, 현 감독이다.